# ماريا جواو
ماريا جواو (بالبرتغالية: Maria João Abujamra‏) (ولدت في 2 مارس 1981) هي ممثلة ومراسلة من البرازيل.